# Santo André de Vagos
Santo André de Vagos ist eine Gemeinde (Freguesia) im portugiesischen Kreis Vagos. In ihr leben 2046 Einwohner (Stand 19. April 2021).